# Stenstorp
Stenstorp är en tätort i Stenstorps distrikt i Falköpings kommun, 17 km nordost om Falköping och 17 km sydväst om Skövde.

## Historik

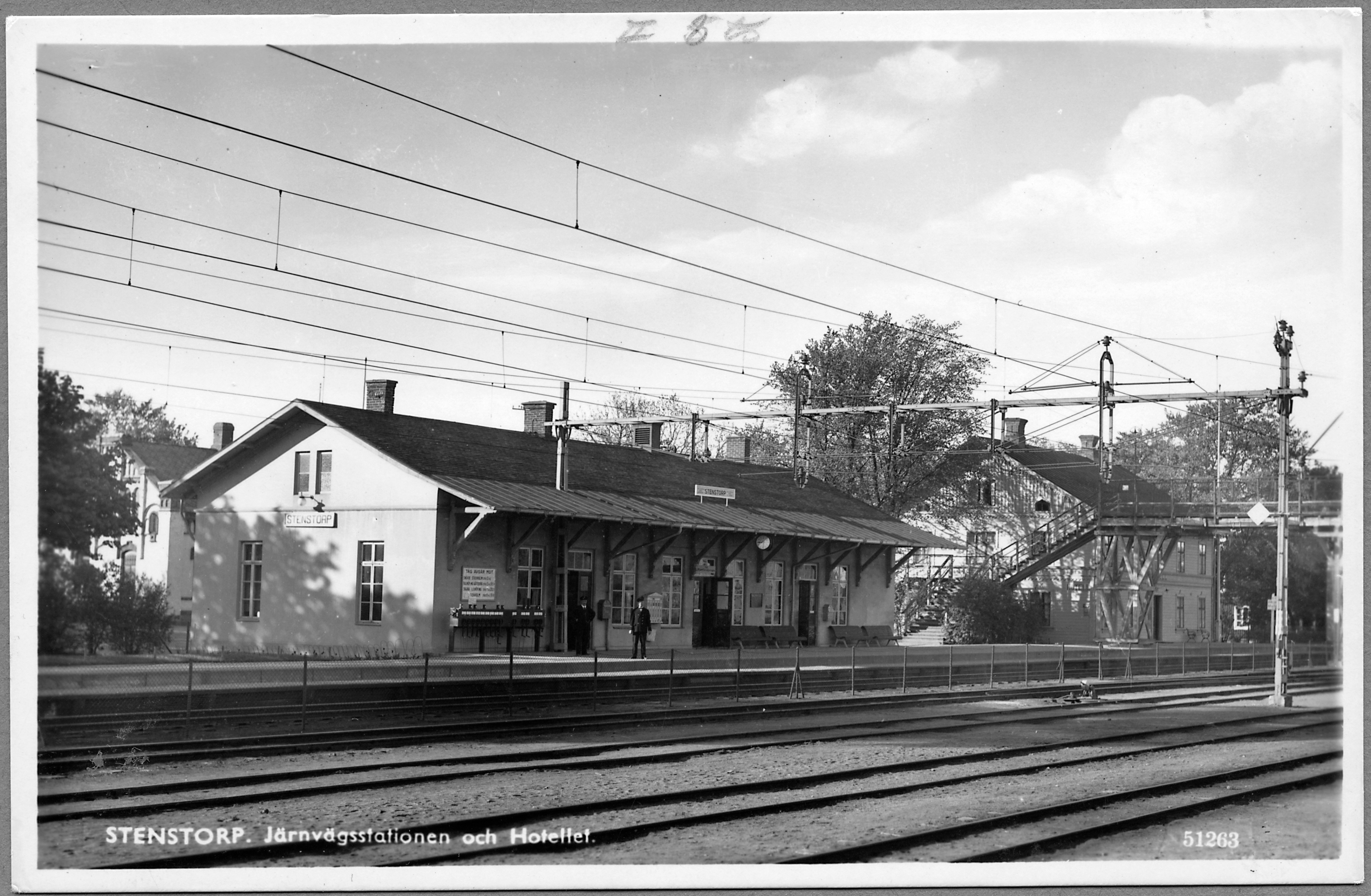
Stenstorps stationshus och järnvägshotell på 1950-talet. I bakgrunden skymtar tingshuset.

Stenstorp var en kyrkby samt tingsställe för Gudhems härad (Gudhems tingslag). År 1884 byggdes ett nytt pampigt tingshus (från 1996 hemvist för Dalénmuseet), som var i dess ursprungliga funktion fram till 1937.
Västra stambanan öppnades genom Stenstorp år 1859. Samhället blev en järnvägsknut när de smalspåriga Hjo-Stenstorps järnväg (1873) och Lidköping-Skara-Stenstorps Järnväg (1874) med spårvidd 891 mm öppnades. Med järnvägens tillkomst förvandlades orten till ett växande samhälle där privata och offentliga tjänster för den omgivande bygden samlades och även viss industri så småningom tillkom. Banan mot Skara lades ned 1961 och revs strax därpå. Banan mot Hjo lades ned 1961 (persontrafiken) och 1967 (godstrafiken), varefter även den banan bröts upp.
Stenstorp är kyrkby i Stenstorps socken och ingick efter kommunreformen 1862 i Stenstorps landskommun. I denna inrättades för orten 13 januari 1923 Stenstorps municipalsamhälle som upplöstes med utgången av 1958. Orten ingår sedan 1974 i Falköpings kommun.

## Samhället
Förskolor, grundskola från förskoleklass till åk 9 finns här i Stenstorp. Liksom en vårdcentral, Folktandvården och ett nyrenoverat särskilt boende för äldre. En trevlig ort där du också har Stenstorps kyrka,  Dalénmuseet och Dalénium science center.
Dalénmuseet är tillägnat Gustaf Dalén, uppfinnaren till AGA-fyren tillika Nobelpristagaren i fysik 1912, som föddes på Skräddaregården i Stenstorp 1869. Museet, som tillkom på lokalt ideellt initiativ, är inrymt i Stenstorps gamla tingshus och öppnade 1996. Tingshuset hade dessförinnan 1954 varit platsen för premiären för dramafilmen Seger i mörker om Gustaf Daléns liv.

## Kommunikationer
Västra stambanan går igenom Stenstorp. Västtågen stannar vid ortens station. Bara 8 minuter till Skövde och Falköping för den som studerar eller arbetar. 
Järnvägsstationen hade lagts ned på 1980-talet, men öppnades åter, efter rivning av det äldre stationshuset, i samband med satsningen på vad som då kallades Vättertåg på hösten 1995.
Riksväg 46 passerar strax öster om tätorten. I Borgunda, strax norr om Stenstorp, där riksväg 46 slutar ansluter den till riksväg 26.

## Näringsliv
I Stenstorp finns Erikssons Husvagnar, Lundblads Stängsel, Rumsas bygg, livsmedelsbutiken Tempo, Restaurang Estelle, Marina’s Fotvård och flera andra mindre företag. 
Tack vare tågstationen har vi utmärkta förbindelser för pendling, bara 8 minuter till Skövde och Falköping, samt bra restider till Göteborg, Jönköping och Nässjö. Tack vare dessa kommunikationsmöjligheter pendlar boende i Stenstorp i stor utsträckning till arbete på kringliggande orter.

## Idrott
Stenstorps idrottsförening, grundades 1919. Den i särklass största sporten i föreningen är fotboll. Hemmaarenan Sportvallen återfinns vid samhällets norra infart från Riksväg 46.
IK Albion organiserar bygdens orienterare och friluftsintresserade. På Brunnhemsberget väster om Stenstorp ligger klubbstugan Albionstugan, med slalombacke och elljusspår.

## Befolkningsutveckling

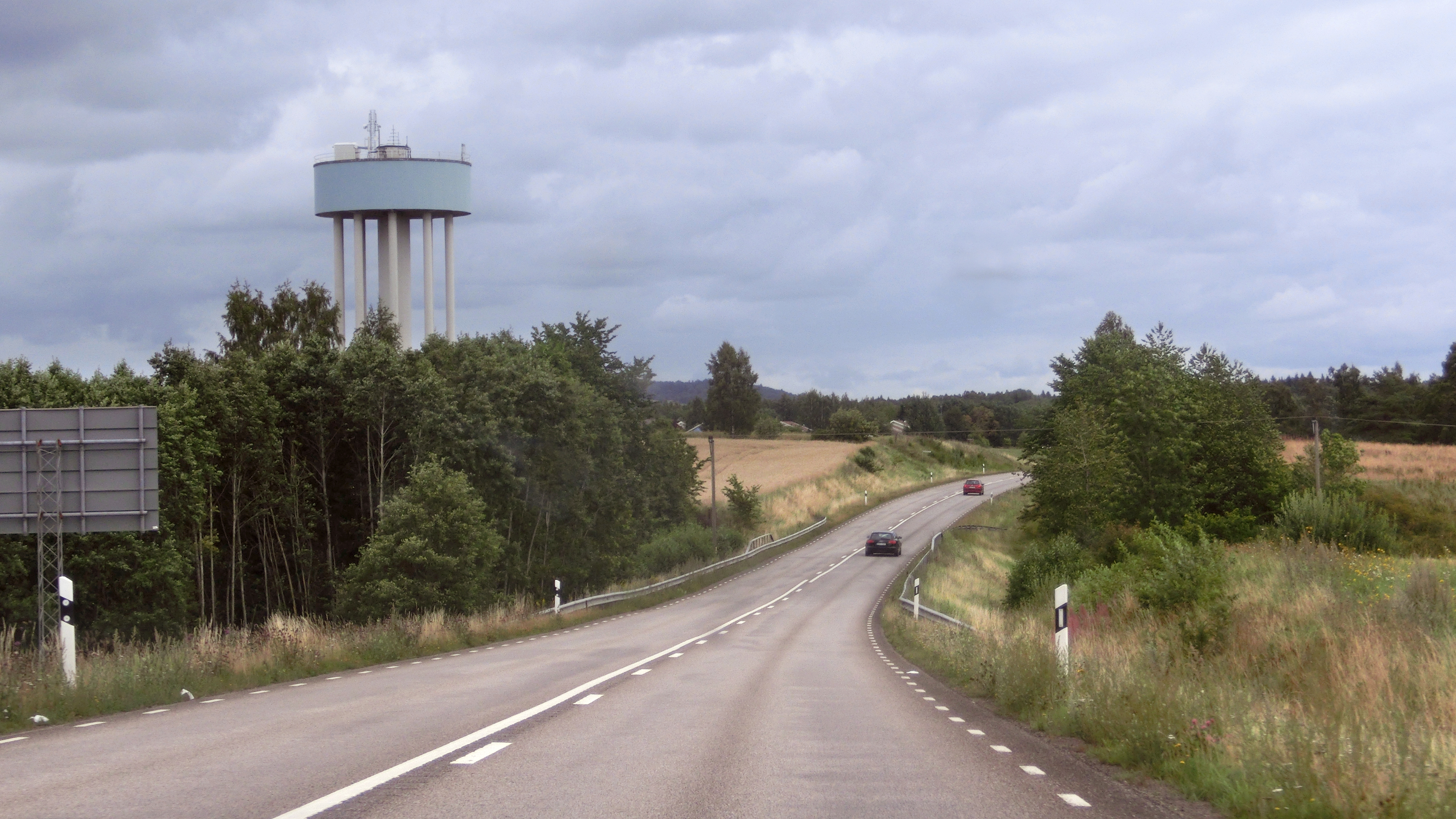
Vattentornet i Stenstorp sett från riksväg 46 i nordlig riktning.

| Befolkningsutvecklingen i Stenstorp 1960–2025 | Befolkningsutvecklingen i Stenstorp 1960–2025 | Befolkningsutvecklingen i Stenstorp 1960–2025 | Befolkningsutvecklingen i Stenstorp 1960–2025 | Befolkningsutvecklingen i Stenstorp 1960–2025 |
| --------------------------------------------- | --------------------------------------------- | --------------------------------------------- | --------------------------------------------- | --------------------------------------------- |
|                                               |                                               |                                               |                                               |                                               |
| År                                            |                                               |                                               | Folkmängd                                     | Areal (ha)                                    |
| 1960                                          | 1960                                          |                                               | 1 308                                         |                                               |
| 1965                                          | 1965                                          |                                               | 1 575                                         |                                               |
| 1970                                          | 1970                                          |                                               | 1 661                                         |                                               |
| 1975                                          | 1975                                          |                                               | 1 946                                         |                                               |
| 1980                                          | 1980                                          |                                               | 1 924                                         |                                               |
| 1990                                          | 1990                                          |                                               | 1 887                                         | 166                                           |
| 1995                                          | 1995                                          |                                               | 1 852                                         | 167                                           |
| 2000                                          | 2000                                          |                                               | 1 622                                         | 167                                           |
| 2005                                          | 2005                                          |                                               | 1 630                                         | 167                                           |
| 2010                                          | 2010                                          |                                               | 1 668                                         | 166                                           |
| 2015                                          | 2015                                          |                                               | 1 823                                         | 169                                           |
| 2020                                          | 2020                                          |                                               | 1 794                                         | 177                                           |
| 2023                                          | 2023                                          |                                               | 1 823                                         |                                               |
|                                               |                                               |                                               |                                               |                                               |

## Kända personer från Stenstorp
- Eric Ahlin (född)
- Karl Gustaf Atterling (född)
- Gustaf Dalén (född & uppvuxen)
- Svante Englund (född)
- Gösta Georgii-Hemming (född)
- Karl Johanson i Vännäs (född)
- Peter Karlsson (bordtennisspelare) (uppvuxen)
- Bengt Kindbom (född)
- Olga Segerberg (född)
- Marianne von Baumgarten (född)
- Robert Wedberg (född)